# Giant Beauty
Giant Beauty ist ein Jazzalbum des Quartetts أحمد [Ahmed]. Die vom 10. bis 14. August 2022 auf dem Edition Festival for Other Music in Fylkingen in Stockholm entstandenen Aufnahmen erschienen am 8. April 2024 auf John Chantlers Fönstret-Label. Es basiert – wie schon die Vorgängeralben – auf der Musik von Ahmed Abdul-Malik.

## Hintergrund
[Ahmed] wurde vor etwa zehn Jahren als Erweiterung von Pat Thomas, Antonin Gerbals und Joel Grips unkonventionellem Klaviertrio [Ism] gegründet (das zur selben Zeit auch das Album Maua bei 577 Records herausgebracht hatte). Zum Quartett wird Ahmed durch den Saxophonisten Seymour Wright ergänzt; Joel Grip spielt Bass, Antonin Gerbal Schlagzeug.
Während der Einfluss des 1993 verstorbenen US-amerikanischen Kontrabassisten und Oud-Spielers Ahmed Abdul-Malik in der Arbeit des Quartetts über die reine Musik hinausgeht und philosophische, politische und spirituelle Bereiche berührt, sind ihre Darbietungen viel freier als nur Coverversionen seiner Melodien, notierte Antonio Poscic. Jede CD enthält einen einzelnen, 45- bis 50-minütigen Titel, der jeweils ein anderes Abdul-Malik-Stück als Ausgangspunkt für die Neuinterpretation durch die Gruppe nimmt.

## Titelliste
- أحمد [Ahmed]: Giant Beauty (fönstret 9-13)[3]

1. Nights on Saturn 48:04
2. Oud Blues 46:32
3. African Bossa Nova 49:40
4. Rooh (The Soul) 46:42
5. El Haris (Anxious) 44:14

- Bonus Tracks

1. African Bossa Nova [excerpt] 06:01
2. Rooh (The Soul) [excerpt] 06:01

Die Kompositionen stammen von Ahmed Abdul-Malik. Die Download-Version enthält als Bonustracks Kurzversionen der Stücke „Rooh (The Soul)“ und „African Bossa Nova“.

## Rezeption
[Ahmed] sei heute zu einer der umwerfendsten Free-Jazz- und Improvisationsgruppen der Welt, schrieb Antonio Poscic in The Quietus. Abdul-Maliks Stücke würden als thematische Ankerpunkte dienen, doch bei jeder Aufführung dekonstruierten, arrangierten, formten und bauten die Spieler ihre Motive auf unterschiedliche Weise auf und reagierten dabei auf interne und externe Rückkopplungsschleifen.

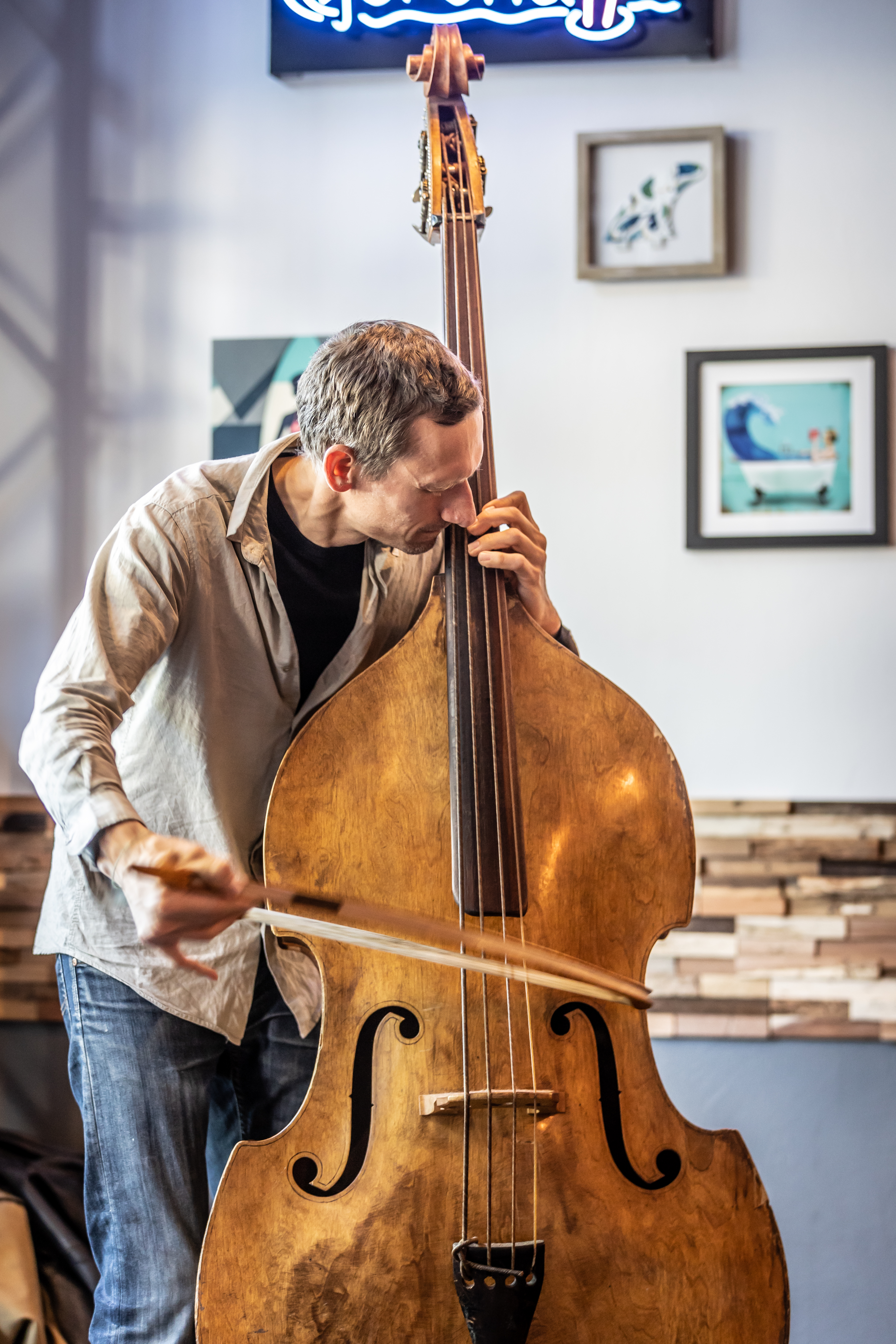
Joel Grip auf dem Moers Festival 2022

Die auf Giant Beauty enthaltene Version von „Nights on Saturn“, am ersten Abend einer fünftägigen Veranstaltung beim Fifth Edition Festival for Other Music aufgenommen, strotze nur so vor nervöser Vorfreude und ungezügelter Kraft, vielleicht angespornt durch die Hitzewelle, die damals Schweden erfasste, oder einfach nur die aufgestaute Energie und Aufregung offenbaren, die zu der Performance führte. Wie Wright Chantler in einem Interview für das Begleitbuch zur Veröffentlichung verrät, sollte die Gruppe vor dem nächsten Konzert über die Erlebnisse jedes Tages nachdenken. Wenn also am zweiten Abend „Oud Blues“ einsetzt, fühle sich die Aufführung gemäßigt an – mit einem direkteren Fokus und weniger chaotischer Energie durch die einzelnen Instrumentalisten. individuelles Spielen, sondern auch eine klarere Struktur in ihren kollektiven Interaktionen herrsche vor. Hier erkunde die Gruppe nuancierte atmosphärische Richtungen und vertiefe sich in lyrische Blues-Abschnitte und swingendes Toben.
Wie der Name vermuten lässt, sei „African Bossa Nova“ gleichermaßen tanzbar, angetrieben von Thomas’ eindringlichen Piano-Grooves und Wrights wirbelnden, stotternden Licks in tiefen Registern, die sich anhören, als würde man einem Paar dabei zusehen, wie es sich leidenschaftlich auf der Tanzfläche eines verrauchten Clubs wiegt, schrieb Poscic weiter. Unterdessen würde [Ahmed] in „El Haris (Anxious)“, dessen frühere Interpretation auf New Jazz Imagination (2017) zu hören ist, und im bisher unveröffentlichten „Rooh (The Soul)“ deutlich strukturiertere, fast dröhnende Figuren schaffen. Wie die Gruppe andeute, könnte dieser Richtungswechsel durch das Erleben der Aufführungen von Éliane Radigues Occam-Werken beeinflusst worden sein, die parallel zu ihren Konzerten auf dem Festival geplant waren. Unabhängig von ihrer Entstehungsgeschichte böten diese Abschlusssets dem Quartett die Gelegenheit, eine weitere Facette ihrer Arbeit zu präsentieren und wilde Spannung gegen eine ruhigere, einfachere Art von Schönheit einzutauschen. Dieses Alben stelle einen vollkommenen Triumph dar.
Trotz der Länge und Vielfalt, die diese Veröffentlichung biete, seien überall einige allgemeine [wiederkehrende] Techniken oder Muster vorhanden, schrieb Mike Borella (Avant Music News). Am bemerkenswertesten sei die Interaktion zwischen Thomas und Wright, wobei ersterer in seinem charakteristischen dichten und perkussiven Stil spiele, während letzterer auf dem Altsaxophon für raue Töne sorgt. Wrights Klage ist ein unkonventioneller Kontrapunkt zum Klassizismus von Thomas. Die Rhythmusgruppe halte normalerweise ein frenetisches Tempo aufrecht, wobei Gerbal fleißig trommle und stark die Kleine Trommel einsetze, während Grip schnelle Passagen mit gelegentlichen Walking-Bass-Linien mische. Es gibt also ein paar „traditionelle“ Jazz-Momente, aber das stehe nicht im Vordergrund. An verschiedenen Stellen dieser langen Improvisationen komme die Gruppe wiederum in einem unregelmäßigen Rhythmus zusammen, der sich in einem kurzen Zyklus wiederhole. Insgesamt sei dies ein wunderbares Dokument einer modernen Jazzgruppe, die Grenzen überschreitet und gleichzeitig ihre Vorfahren anerkennt.
Im Laufe der Jahre wurde die starke Daseinsberechtigung [der Gruppe] immer mehr durch eine innere Kraft und Beziehung ersetzt, schrieb Peter Margasak. Das habe inzwischen jede theoretische Untermauerung in den Schatten gestellt. Der Mitschnitt zeige eine Gruppe, die eine exponentielle Explosion erreicht, einen perfekten Sturm aus konzeptionellem Elan, technischer Strenge, übermenschlicher Energie und internem Zusammenspiel.
Das Album gelangte im Juli 2024 auf #10 bei dem von Tom Hull erhobenen Mid-Year Jazz Critics Poll.